# Calyptranthes microphylla
Calyptranthes microphylla är en myrtenväxtart som beskrevs av Bruce K. Holst och Maria Lucia Kawasaki. Calyptranthes microphylla ingår i släktet Calyptranthes och familjen myrtenväxter.
Artens utbredningsområde är Panamá. Inga underarter finns listade i Catalogue of Life.